# Kostaryka na Letnich Igrzyskach Olimpijskich 2024
Kostaryka na Letnich Igrzyskach Olimpijskich 2024 – występ kadry sportowców reprezentujących Kostarykę na igrzyskach olimpijskich, które odbyły się w Paryżu we Francji, w dniach 26 lipca – 11 sierpnia 2024.
Reprezentacja Kostaryki liczyła sześcioro zawodników – trzy kobiety i trzech mężczyzn, którzy wystąpili w 5 dyscyplinach.
Był to siedemnasty start Kostaryki na letnich igrzyskach olimpijskich.

## Reprezentanci

### Judo
| Zawodnik         | Konkurencja | 1/16             | 1/8              | Ćwierćfinał      | Półfinał         | Repasaże         | Finał / 3. miejsce | Finał / 3. miejsce | Źródła |
| Zawodnik         | Konkurencja | Przeciwnik Wynik | Przeciwnik Wynik | Przeciwnik Wynik | Przeciwnik Wynik | Przeciwnik Wynik | Przeciwnik Wynik   | Pozycja            | Źródła |
| ---------------- | ----------- | ---------------- | ---------------- | ---------------- | ---------------- | ---------------- | ------------------ | ------------------ | ------ |
| Sebastian Sancho | -60 kg (m)  | Augusto P 00–01  | NQ               | NQ               | NQ               | NQ               | NQ                 | NQ                 | [ 1 ]  |

### Kolarstwo
Kolarstwo szosowe
| Zawodnik     | Konkurencja                    | Czas | Pozycja | Źródło |
| ------------ | ------------------------------ | ---- | ------- | ------ |
| Milagro Mena | wyścig ze startu wspólnego (k) | DNF  | DNF     | [ 2 ]  |

### Lekkoatletyka
| Zawodnik        | Konkurencja                    | Runda 1 | Runda 1 | Runda 2 | Runda 2 | Półfinał | Półfinał | Finał | Finał   | Źródło |
| Zawodnik        | Konkurencja                    | Wynik   | Miejsce | Wynik   | Miejsce | Wynik    | Miejsce  | Wynik | Miejsce | Źródło |
| --------------- | ------------------------------ | ------- | ------- | ------- | ------- | -------- | -------- | ----- | ------- | ------ |
| Gerald Drummond | bieg na 400 m przez płotki (m) | 48.80   | 15. R   | 48.78   | 5. Q    | 49.68    | 21.      | NQ    | NQ      | [ 3 ]  |

### Pływanie
| Zawodnik      | Konkurencja              | Eliminacje | Eliminacje | Półfinał | Półfinał | Finał | Finał | Źródło |
| Zawodnik      | Konkurencja              | Czas       | Poz.       | Czas     | Poz.     | Czas  | Poz.  | Źródło |
| ------------- | ------------------------ | ---------- | ---------- | -------- | -------- | ----- | ----- | ------ |
| Alondra Ortiz | 200 m st. motylkowym (k) | 2:18.56    | 18.        | NQ       | NQ       | NQ    | NQ    | [ 4 ]  |
| Alberto Vega  | 400 m st. dowolnym (m)   | 4:03.14    | 35.        | NQ       | NQ       | NQ    | NQ    | [ 5 ]  |

### Surfing
| Zawodnik       | Konkurencja | Eliminacje | Eliminacje | Eliminacje       | 1/8 finału             | Ćwierćfinał         | Półfinał                   | Finał/ 3. miejsce    | Pozycja | Źródło |
| Zawodnik       | Konkurencja | Runda 1    | Runda 1    | Runda 2          | 1/8 finału             | Ćwierćfinał         | Półfinał                   | Finał/ 3. miejsce    | Pozycja | Źródło |
| Zawodnik       | Konkurencja | Wynik      | Miejsce    | Przeciwnik Wynik | Przeciwnik Wynik       | Przeciwnik Wynik    | Przeciwnik Wynik           | Przeciwnik Wynik     | Pozycja | Źródło |
| -------------- | ----------- | ---------- | ---------- | ---------------- | ---------------------- | ------------------- | -------------------------- | -------------------- | ------- | ------ |
| Brisa Hennessy | kobiety     | 15.56      | 1. R3      | BYE              | Hopkins W 12.34 – 9.90 | Silva W 6.37 – 5.47 | Weston-Webb P 13.66 – 6.17 | Defay P 12.66 – 4.93 | 4.      | [ 6 ]  |